# Scooter (Muppet)
Scooter is een Muppet en de assistent van Kermit de Kikker. Zijn oom bezit het theater waarin de Muppets spelen en als hij van Kermit niet mag optreden omdat hij geen talent heeft, dreigt hij alles aan zijn oom te vertellen en hem te vragen of hij de muppets uit het theater wil zetten. Kermit is daar als de dood voor en stemt meestal toe dat Scooter het podium op mag. Scooter doet ook altijd dingen zonder het eerst gevraagd te hebben.
Scooter werd gespeeld door Richard Hunt. Na diens dood in 1992 verdween het personage een beetje naar de achtergrond. In 2009 werd de pop toegewezen aan David Rudman.
De Nederlandse stem van Scooter was Armin van Buuren in The Muppets en Muppets Most Wanted. Voor de Nederlandse versie van de Disney+ serie Muppets Now en de halloweenspecial Muppets Haunted Mansion werd de stem van Scooter ingesproken door Florus van Rooijen. 